# Monokini

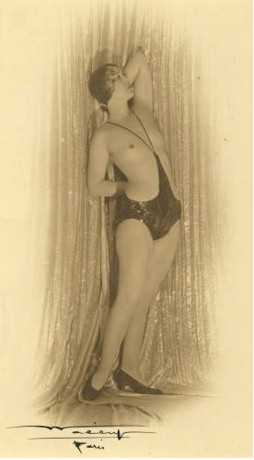
Modella in monokini, 1920 circa

Il monokini, a cui spesso si fa riferimento anche con il termine unikini, è un costume da bagno femminile, consistente soltanto della parte inferiore del bikini. Il termine fa riferimento principalmente alla commercializzazione di alcuni costumi consistenti di un unico pezzo, ed ispirati ai bikini.

## Storia

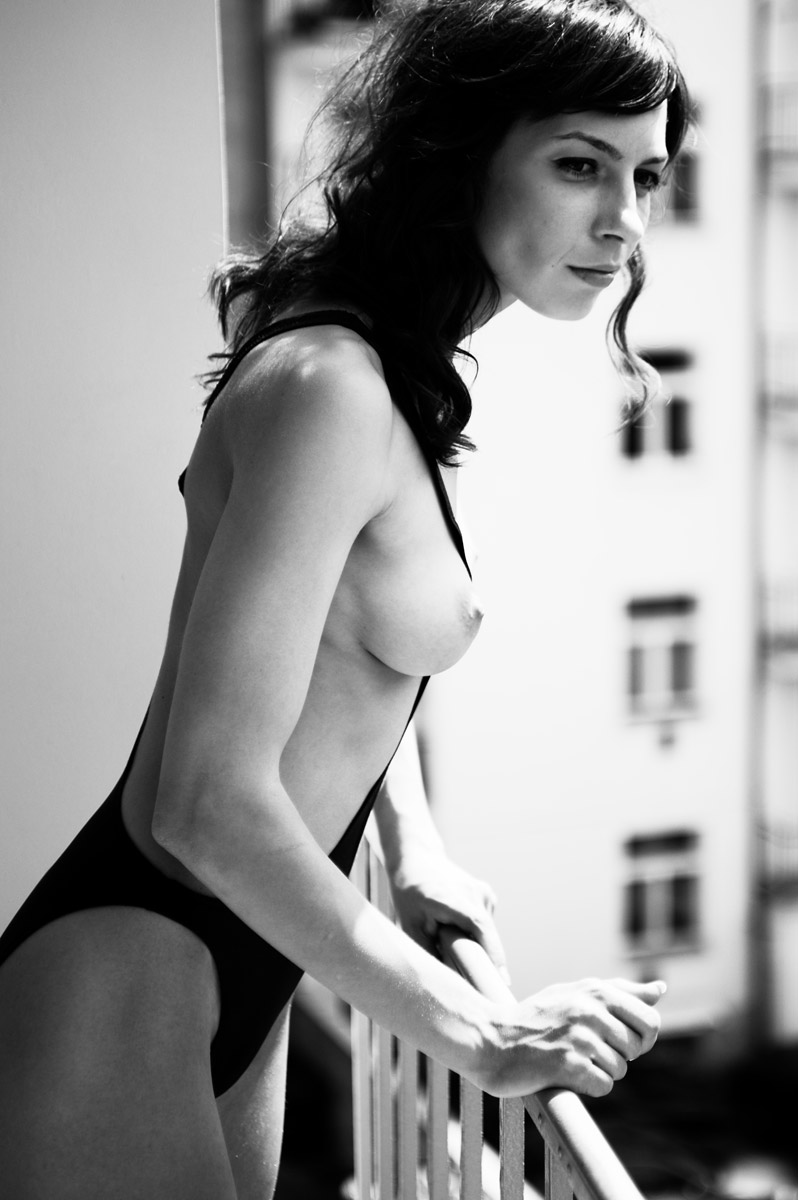
Moderno monokini

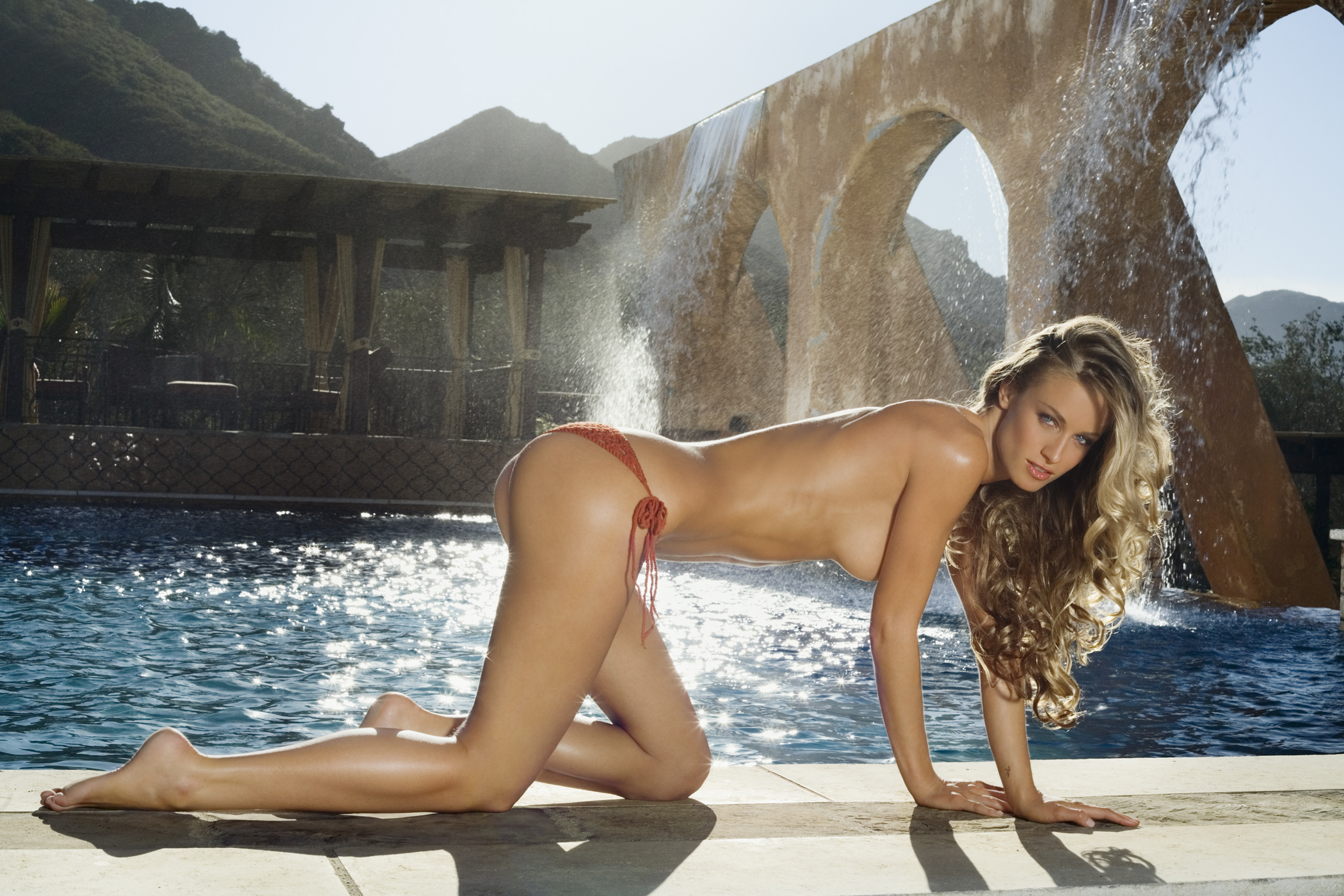
Michele Merkin, modella, in monokini

Nel 1964 Rudi Gernreich, uno stilista austriaco, disegnò il primo monokini negli Stati Uniti. Gernreich inventò anche il nome: infatti i primi utilizzi della parola monokini in inglese risalgono proprio a quell'anno. Il monokini disegnato da Gernreich era una specie di costume intero, tagliato poco sotto il seno, che quindi rimaneva nudo. Il modello di Gernreich non ebbe molto successo, dato che le donne che praticavano il topless semplicemente non indossavano la parte di sopra del bikini.
L'invenzione di Gernreich diede ai produttori di costumi da bagno l'idea di vendere separatamente i due pezzi costituenti il bikini. Gernreich in seguito creò anche il "pubikini". Attualmente il termine monokini indica qualunque tipo di costume da bagno che lascia scoperto il seno ed in particolar modo il bikini indossato senza la parte superiore.